# دوشكو بييتلوفيتش
دوشكو بييتلوفيتش (مواليد 25 أبريل 1985) هو لاعب كرة ماء صربي، حصل مع منتخب صربيا على الميدالية الذهبية في أولمبياد 2016 و2020.

## وصلات خارجية
- دوشكو بييتلوفيتش على موقع الاتحاد الدولي للسباحة (الإنجليزية)
- دوشكو بييتلوفيتش على موقع الاتحاد المجري لكرة الماء (الهنغارية)
- دوشكو بييتلوفيتش على موقع اللجنة الأولمبية الدولية (الإنجليزية)
- دوشكو بييتلوفيتش على موقع أوليمبيديا (الإنجليزية)
- دوشكو بييتلوفيتش على موقع اللجنة الأولمبية الصربية (الصربية)